# Live/1975-85
Live/1975-85 è il primo album live di Bruce Springsteen & The E Street Band pubblicato nel 1986. L'album è un cofanetto di 3 CD o 5 LP contenenti ognuno vari brani registrati dal vivo nei concerti dal 5 febbraio 1975 al 2 ottobre 1985. secondo la certificazione RIAA , è il secondo album dal vivo più venduto negli Stati Uniti. Rolling Stone lo definì "una fonte di ricchezza", mentre il New York Times disse che si trattava di "un evento senza precedenti nella registrazione popolare" e "monumentale".

## Tracce

### Versione CD
Disco 1
1. Thunder Road
2. Adam Raised a Cain
3. Spirit in the Night
4. 4th of July, Asbury Park (Sandy)
5. Paradise by the "C"
6. Fire
7. Growin' Up
8. It's Hard to Be a Saint in the City
9. Backstreets
10. Rosalita (Come Out Tonight)
11. Raise Your Hand
12. Hungry Heart
13. Two Hearts

Disco 2
1. Cadillac Ranch
2. You Can Look (But You Better Not Touch)
3. Independence Day
4. Badlands
5. Because the Night
6. Candy's Room
7. Darkness on the Edge of Town
8. Racing in the Street
9. This Land Is Your Land
10. Nebraska
11. Johnny 99
12. Reason to Believe
13. Born in the U.S.A.
14. Seeds

Disco 3
1. The River
2. War
3. Darlington County
4. Working on the Highway
5. The Promised Land
6. Cover Me
7. I'm on Fire
8. Bobby Jean
9. My Hometown
10. Born to Run
11. No Surrender
12. Tenth Avenue Freeze-Out
13. Jersey Girl (Tom Waits song)

## Formazione
- Bruce Springsteen - voce, chitarra, armonica a bocca
- Clarence Clemons - sassofono, percussioni, cori
- Roy Bittan - sintetizzatore, pianoforte, tastiere, cori
- Danny Federici - organo, pianoforte, glockenspiel, tastiere, cori
- Garry Tallent - basso elettrico
- Nils Lofgren - chitarra
- Steven Van Zandt - chitarra, mandolino, cori
- Max Weinberg - batteria
- Patti Scialfa - cori

## Classifiche
| Classifica (1986) | Posizione massima |
| ----------------- | ----------------- |
| Australia         | 3                 |
| Austria           | 8                 |
| Canada            | 1                 |
| Finlandia         | 3                 |
| Germania          | 8                 |
| Giappone          | 4                 |
| Italia            | 8                 |
| Norvegia          | 3                 |
| Nuova Zelanda     | 11                |
| Paesi Bassi       | 1                 |
| Regno Unito       | 4                 |
| Stati Uniti       | 1                 |
| Svezia            | 2                 |
| Svizzera          | 6                 |